# Svetlana Novikova
Svetlana Novikova (nacida Svetlana Kondrashenko; 13 de abril de 1981) es una deportista rusa que compitió en tiro con arco, en la modalidad de arco compuesto.
Ganó una medalla de bronce en el Campeonato Mundial de Tiro con Arco al Aire Libre de 2005 y dos medallas de plata en el Campeonato Mundial de Tiro con Arco en Sala, en los años 2005 y 2007.
Además, obtuvo una medalla de plata en el Campeonato Europeo de Tiro con Arco al Aire Libre de 2004 y una medalla de oro en el Campeonato Europeo de Tiro con Arco en Sala de 2008.

## Palmarés internacional
| Campeonato Mundial al Aire Libre | Campeonato Mundial al Aire Libre | Campeonato Mundial al Aire Libre | Campeonato Mundial al Aire Libre |
| Año                              | Lugar                            | Medalla                          | Prueba                           |
| -------------------------------- | -------------------------------- | -------------------------------- | -------------------------------- |
| 2005                             | Madrid (España)                  | Medalla de bronce                | Individual                       |
| Campeonato Mundial en Sala       |                                  |                                  |                                  |
| Año                              | Lugar                            | Medalla                          | Prueba                           |
| 2005                             | Aalborg (Dinamarca)              | Medalla de plata                 | Equipo                           |
| 2007                             | Esmirna (Turquía)                | Medalla de plata                 | Equipo                           |
| Campeonato Europeo al Aire Libre |                                  |                                  |                                  |
| Año                              | Lugar                            | Medalla                          | Prueba                           |
| 2004                             | Bruselas (Bélgica)               | Medalla de plata                 | Equipo                           |
| Campeonato Europeo en Sala       |                                  |                                  |                                  |
| Año                              | Lugar                            | Medalla                          | Prueba                           |
| 2008                             | Turín (Italia)                   | Medalla de oro                   | Equipo                           |